# Rezerwat przyrody Mechowisko Manowo
Rezerwat przyrody Mechowisko Manowo – torfowiskowy rezerwat przyrody położony na terenie gminy Manowo w powiecie koszalińskim (województwo zachodniopomorskie).

## Powołanie
Od 2011 stanowi specjalny obszar ochrony siedlisk (kod PLH320057) sieci Natura 2000. Rezerwat utworzony został 13 września 2018 r. na podstawie Zarządzenia Regionalnego Dyrektora Ochrony Środowiska w Szczecinie z dnia 28 sierpnia 2018 r. w sprawie uznania za rezerwat przyrody „Mechowisko Manowo” (Dz. Urz. Woj. Zach. z 2018 r., poz. 3973). Jego utworzenie nastąpiło na skutek starań Klubu Przyrodników w ramach przedsięwzięcia „Ochrona torfowisk alkalicznych (7230) w młodoglacjalnym krajobrazie Polski północnej”.

## Położenie
Rezerwat ma 55,47 ha powierzchni. Obejmuje tereny leśnictwa Zacisze w nadleśnictwie Manowo (wydzielenia leśne 296a-00, b, c-00, d, f, g, j (część), k, l, ~a, ~b), co odpowiada fragmentowi działki ewidencyjnej nr 33/1 w obrębie ewidencyjnym Manowo. Leży w dolinie rzeki Dzierżęcinki, kilkadziesiąt metrów od zabudowań miejscowości i drogi krajowej nr 11.

## Charakterystyka
Celem ochrony rezerwatowej jest „zachowanie kompleksu torfowiska pojeziernego, w szczególności soligenicznego torfowiska alkalicznego w kompleksie z torfowiskiem przejściowym, łęgami i lasami bagiennymi wraz z charakterystycznymi fitocenozami wyróżniającymi się bogactwem flory i fauny”. Znajdują się tu siedliska chronione prawem unijnym: górskie i nizinne torfowiska zasadowe o charakterze młak, turzycowisk i mechowisk, łęgi wierzbowe, topolowe, olszowe i jesionowe. Wśród występujących tu chronionych gatunków znajdują się rośliny lipiennik Loesela, sierpowiec błyszczący, a także poczwarówka zwężona. Innymi cennymi gatunkami są m.in. zespół turzycy obłej, turzyca dzióbkowata, trzcina pospolita, zachylnik błotny, a także mchy brunatne.